# Ion-Georgi Alexandrowitsch Kostew
Ion-Georgi Alexandrowitsch Kostew (russisch Ион-Георгий Александрович Костев; * 24. März 1990 in Salechard, Russische SFSR) ist ein russischer Eishockeyspieler, der seit 2013 bei Rubin Tjumen in der Wysschaja Hockey-Liga unter Vertrag steht.

## Karriere
Ion-Georgi Kostew begann seine Karriere als Eishockeyspieler in der Nachwuchsabteilung von Olimpija Kirowo-Tschepezk, für dessen Seniorenmannschaft er in der Saison 2007/08 sein Debüt in der drittklassigen Perwaja Liga aktiv war. Anschließend spielte er ein Jahr lang für Neftjanik Leninogorsk in der Wysschaja Liga, der zweiten russischen Spielklasse. Zur Saison 2009/10 wurde der Verteidiger von Neftechimik Nischnekamsk verpflichtet, für dessen Profimannschaft er seither in der Kontinentalen Hockey-Liga auf dem Eis steht und parallel für dessen Juniorenmannschaft in der multinationalen Nachwuchsliga Molodjoschnaja Chokkeinaja Liga spielt.

## KHL-Statistik
(Stand: Ende der Saison 2010/11)